# Сазонов, Михаил Васильевич
Михаил (Моисей) Васильевич Сазонов (1915—1985) — фехтовальщик, заслуженный тренер СССР по фехтованию. Воспитал двух олимпийских чемпионов — Валентину Прудскову и Юрия Сисикина. Судья всесоюзной категории (1955). Представлял общество «Динамо».

## Биография
Родился в 1915 году.
Занимался тренерской деятельностью, среди его учеников — олимпийские чемпионы Юрий Сисикин и Валентина Александровна Прудскова.
Михаил Сазонов был работником МВД. Со временем стал работать тренером сборной по фехтованию Советского Союза. Михаил Васильевич Сазонов со своим учеником Юрием Сисикиным стал заниматься в 1955 году в Саратове. Когда он переехал для постоянного проживания в город Саратов, у него появилось много учеников по фехтованию из разряда школьников и студентов. Численность учащихся фехтованию увеличивалась каждый месяц. Среди них была и начинающая спортсменка Валентина Прудскова, которая стала заниматься у тренера Сазонова в возрасте 16 лет.
Михаил Васильевич Сазонов был тренером сборной команды СССР на Олимпийских играх в 1952, в 1956 и 1960 годах.
Валентина Прудскова называет своего тренера Михаила Васильевича Сазонова своим главным наставником в спорте и талантливым человеком, под руководством которого спортсменка смогла добиться самых существенных результатов, хотя за время спортивной карьеры у нее были и другие наставники.
Заслуженный тренер СССР по фехтованию.
Умер в 1985 году.

## Награды
- Орден «Знак Почёта» (16.09.1960) — за успешные выступления в XVII летних и VIII зимних Олимпийских играх 1960 года, а также за выдающиеся спортивные достижения[9]